# Ernie Adams (Musiker)
Ernie Adams (* um 1950) ist ein US-amerikanischer Jazzmusiker (Schlagzeug, Perkussion).

## Leben und Wirken
Adams, der aus Milwaukee stammt, studierte an der University of North Texas und University of Wisconsin-Milwaukee und arbeitete ab den frühen 1970er-Jahren in der Jazzszene des Mittleren Westens; erste Aufnahmen entstanden 1971 mit Pucho and His Latin Soul Brothers. Ab den 1980er-Jahren spielte er u. a. mit Sonya Robinson, Jodie Christian, Al Di Meola, Orbert Davis, Ramsey Lewis/Nancy Wilson, Harrison Bankhead, TS Galloway und dem Chicago Jazz Philharmonic Chamber Ensemble unter Leitung von Orbert Davis. außerdem mit Clark Terry, Joe Williams, Stanley Turrentine, Benny Golson und Phil Woods.
Im Bereich des Jazz war er zwischen 1971 und 2017 an 31 Aufnahmesessions beteiligt. Des Weiteren arbeitete er mit Pop-, Rock und Hip-Hop-Musikern.

## Diskographische Hinweise
- Jack Grassel & Ernie Adams: Christmas Presence (Frozen Sky, 1998), mit Tom McGirr, Jerry Grillo
- Jack Grassel/Kirk Tatnall/Ernie Adams: Live at the Uptowner (Frozen Sky, 2002)